# 蒂莫西病毒目
蒂莫西病毒目（学名：Timlovirales）为轻噬菌体纲的一个目。

## 下级分类
本目包括以下科：
- 布鲁门塔尔病毒科 Blumeviridae
- 施泰茨病毒科 Steitzviridae